# Winchells ijsvogel
Winchells ijsvogel (Todiramphus winchelli synoniem: Halcyon winchelli) is een zeldzame ijsvogel die alleen voorkomt in de Filipijnen. De vogel werd in 1877 door Richard Bowdler Sharpe beschreven en kwam uit een collectie van Joseph Beal Steere. Op verzoek van Steere werd de vogel naar Steere's leermeester Winchell vernoemd.

## Kenmerken
Winchells ijsvogel is een gemiddeld grote ijsvogel van zo'n 24 centimeter lang met een spanwijdte van zo'n 10 centimeter. De vogel heeft een donkerblauwe kruin begrensd door een cobaltblauwe streep tot aan de nek. Net voor de ogen is deze streep donderrood. De zijkant van de kop, de bovenkant van de rug, de vleugels blauwachtig zwart. De binnen kant van de vleugel is compleet zwart. De onderkant van de rug en buik zijn turkoois. De staart is donkerblauw, de zijkanten van de borst zwart. De hals, borst en buik van het vrouwtje zijn wit en bij het mannetje geelachtige wit. De onderkant van de staart en vleugels zijn geelachtig. Winchells ijsvogel is makkelijk te horen, maar moeilijk te zien, ook omdat de soort het liefst hoog in de bomen verblijft.

## Ondersoorten
Er worden vijf ondersoorten onderscheiden:
- T. w. nigrorum: centraal en oostelijk-centraal Filipijnen.
- T. w. nesydrionetes noordelijk-centraal Filipijnen.
- T. w. mindanensis: Mindanao.
- T. w. winchelli: Basilan.
- T. w. alfredi: Sulu-eilanden.

## Verspreiding en leefgebied
Winchells ijsvogel komt voor in de bossen en langs riviertjes beneden 1000 meter op de eilanden hierboven beschreven. Het leefgebied is vooral bos op kalkgronden, maar mogelijk is dit de enige bodemsoort waarop nog grote bomen staan.

## Voedsel
Winchells ijsvogel eet ongewervelde en kleine gewervelde dieren.

## Status
De grootte van de populatie werd in 2016 door BirdLife International geschat op 2.500 tot 10.000 individuen en de populatie-aantallen nemen af door habitatverlies. Het leefgebied wordt aangetast door grootschalige ontbossing in de Filipijnen. Vooral op de eilanden Basilan, Mindanao, Cebu, Negros en Siquijor is de soort zeer zeldzaam of al uitgestorven.